# Raden (Neiße-Malxetal)
Raden (niedersorbisch Radom) ist ein Gemeindeteil von Preschen, einem Ortsteil der Gemeinde Neiße-Malxetal im brandenburgischen Landkreis Spree-Neiße.

## Lage
Raden liegt im Norden der Gemeinde Neiße-Malxetal zwischen Preschen und Groß Bademeusel, das schon zur Stadt Forst/Lausitz gehört. Durch die Kreisstraße 7116 ist es mit Döbern verbunden. Unweit nördlich verläuft die Bundesautobahn 15.

## Geschichte
Raden wurde erstmals im Jahr 1572 unter dem Namen Rahden urkundlich erwähnt. Der Ortsname stammt von einem sorbischen Personennamen ab, vermutlich von einem ehemaligen Besitzer des Dorfes oder des Ortsgründers. Am 1. April 1939 wurde Raden von den Nationalsozialisten in das benachbarte Preschen zwangseingemeindet. Nach dem Ende des Zweiten Weltkrieges wurde die Eingemeindung wieder rückgängig gemacht und Raden bestand als eigenständige Gemeinde, bis der Ort am 1. Dezember 1966 wieder nach Preschen eingemeindet wurde. Preschen wiederum wurde am 31. Dezember 2001 mit vier weiteren Gemeinden zu der neuen Gemeinde Neiße-Malxetal zusammengeschlossen.